# Viktor Szilágyi
Viktor Szilágyi (Budimpešta, Mađarska, 16. rujna 1978.) je austrijski rukometaš mađarskog podrijetla te nacionalni reprezentativac. Trenutno je član njemačkog Bergischer HC-a.
Szilágyi je gotovo cijelu karijeru proveo u njemačkoj Bundesligi gdje je s THW Kielom osvojio tri uzastopna naslova njemačkog prvaka (2007., 2008. i 2009.) te Ligu prvaka (2007.). Nakon toga karijeru je nastavio u rukometnim velikanima kao što su VfL Gummersbach i SG Flensburg-Handewitt dok je od ljeta 2012. postao članom niželigaša Bergischer HC-a.
Iako je podrijetlom Mađar, Szilágyi je naturalizirani Austrijanac. Članom austrijske reprezentacije postao je 1998. kada je debitirao u utakmici protiv Litve. 2000. je proglašen najboljim austrijskim rukometašem godine.